# Paralstonit
Paralstonit ist ein sehr selten vorkommendes Mineral aus der Mineralklasse „Carbonate und Nitrate“ (ehemals Carbonate, Nitrate und Borate). Es kristallisiert im trigonalen Kristallsystem mit der idealisierten chemischen Zusammensetzung BaCa[CO3]2, ist also chemisch gesehen ein Barium-Calcium-Carbonat.
Paralstonit entwickelt an der Typlokalität Krusten aus idiomorphen, pyramidalen Kristallen bis zu 1 mm Größe, die selten auch beidseitig beendet und damit dipyramidal ausgebildet sind. Ferner existieren pulverige und faserige Mineral-Aggregate.
Die Typlokalität des Paralstonits ist die „Minerva No. 1 Mine“ (Ozark-Mahoning No. 1 Mine) (Koordinaten der Minerva No. 1 Mine) bei Cave-in-Rock unweit Rosiclare im Hardin Co., Illinois, Vereinigte Staaten.

## Etymologie und Geschichte
Während der Arbeiten zu seiner Dissertation über das Mineral Alstonit fiel dem kanadischen Mineralogen Andrew C. Roberts an Stufen aus dem Cave-in-Rock-District, Illinois, USA, ein Mineral auf, das sich chemisch nicht von Alstonit unterschied und ein Röntgendiffraktogramm aufwies, welches keiner bekannten Phase zuzuordnen war. Roberts bezeichnete die Phase als „unnamed barium calcium carbonate“ (unbenanntes Barium-Calcium-Carbonat).
Nach der Bestimmung der erforderlichen physikalischen und optischen Eigenschaften und der chemischen Zusammensetzung durch Roberts sowie der Kristallstruktur durch Herta Silvia Effenberger vom „Institut für Mineralogie und Kristallographie“ der Universität Wien in Österreich, wurde das Mineral der International Mineralogical Association (IMA) vorgelegt, die es 1979 unter der vorläufigen Bezeichnung IMA 1979-015 als neues Mineral anerkannte. Noch im gleichen Jahr erfolgte die wissenschaftliche Erstbeschreibung dieses Minerals durch Andrew C. Roberts im kanadischen Wissenschaftsmagazin „Geological Survey of Canada Paper“. Er benannte das Mineral aufgrund seiner morphologischen, chemischen und kristallographischen Ähnlichkeit mit Alstonit und nach dem griechischen Wort παρά [para] für „verwandt mit“ – zusammengesetzt also „verwandt mit Alstonit“ – als Paralstonit (englisch Paralstonite).
Das Typmaterial (Holotyp) für Paralstonit wird unter der Katalognummer 13380 in der Sammlung des Geological Survey of Canada in Ottawa, Kanada, aufbewahrt. Weiteres Typmaterial befindet sich in den Sammlungen des Royal Ontario Museum, Toronto, Kanada, und des zur Smithsonian Institution gehörenden National Museum of Natural History, Washington, D.C., USA (Katalognummer 145915).

## Klassifikation
Da der Paralstonit erst 1979 als eigenständiges Mineral von der International Mineralogical Association (IMA) anerkannt und die Entdeckung im gleichen Jahr publiziert wurde, ist er in der seit 1977 veralteten 8. Auflage der Mineralsystematik nach Strunz nicht aufgeführt.
Im zuletzt 2018 überarbeiteten und aktualisierten Lapis-Mineralienverzeichnis, das sich aus Rücksicht auf private Sammler und institutionelle Sammlungen noch nach dieser veralteten Systematik von Karl Hugo Strunz richtet, erhielt das Mineral die System- und Mineral-Nr. V/B.04-70. In der „Lapis-Systematik“ entspricht dies der Abteilung „Wasserfreie Carbonate [CO3]2−, ohne fremde Anionen“, wo Paralstonit zusammen mit Alstonit, Aragonit, Barytocalcit, Cerussit, Olekminskit, Strontianit und Witherit die „Aragonitgruppe“ (V/B.04) bildet.
Die seit 2001 gültige und von der International Mineralogical Association (IMA) bis 2009 aktualisierte 9. Auflage der Strunz’schen Mineralsystematik ordnet den Paralstonit in die um die Borate reduzierte Klasse der „Carbonate und Nitrate“ und dort in die Abteilung der „Carbonate ohne zusätzliche Anionen; ohne H2O“ ein. Diese ist weiter unterteilt nach der Gruppenzugehörigkeit der beteiligten Kationen, so dass das Mineral entsprechend seiner Zusammensetzung in der Unterabteilung „Erdalkali- (und andere M2+) Carbonate“ zu finden ist, wo es zusammen mit Olekminskit die unbenannte Gruppe mit der System-Nr. 5.AB.40 bildet.
Die vorwiegend im englischen Sprachraum gebräuchliche Systematik der Minerale nach Dana ordnet den Paralstonit wie die veraltete Strunz’sche Systematik in die gemeinsame Klasse der „Carbonate, Nitrate und Borate“ und dort in die Abteilung der „Wasserfreien Carbonate“ ein. Hier ist er zusammen mit Norsethit und Olekminskit in der „Norsethitgruppe“ mit der System-Nr. 14.02.02 innerhalb der Unterabteilung „Wasserfreie Carbonate mit der Formel A+B2+(CO3)2“ zu finden.

## Chemismus
Mikrosondenanalysen an Paralstonit aus der Typlokalität lieferten 18,8 % CaO; 45,6 % BaO; 5,2 % SrO; und 30,0 % CO2 (aus der Stöchiometrie berechnet); Summe 99,6 %. Auf der Basis von sechs Sauerstoff-Atomen pro Formeleinheit errechnet sich daraus die empirische Formel Ba0,872Ca0,983Sr0,147(CO3)2,00, die sich zu BaCa(CO3)2 idealisieren lässt. Diese idealisierte Formel erfordert 51,55 % BaO; 18,86 CaO und 29,59 % CO2.
Die idealisierte Formel entspricht der offiziellen Formel der IMA für den Paralstonit, in der Formel nach Strunz, BaCa[CO3]2, ist der Anionenverband in einer eckigen Klammer angegeben.
Mikrosondenanalysen an Paralstonit aus dem Alkaligesteins-Massiv Kedrovyi im Murunskii-Massiv im Aldanhochland, Republik Sacha (Jakutien), Föderationskreis Ferner Osten, Russland, lieferten 19,42 % CaO; 51,23 % BaO; 0,50 % SrO; und 30,1 % CO2 (aus der Stöchiometrie berechnet); Summe 101,25 %.
Die alleinige Elementkombination Ba–Ca–C–O bzw. die chemische Zusammensetzung BaCa(CO3)2 weisen unter den derzeit bekannten Mineralen neben dem trigonalen Paralstonit noch trikline Alstonit und der monokline Barytocalcit auf. BaCa(CO3)2 ist folglich polymorph. Zu den drei Mineralen mit der chemischen Zusammensetzung BaCa(CO3)2 tritt noch eine neue synthetische Phase, die wie Barytocalcit monoklin, allerdings in der Raumgruppe C2 (Nr. 5), kristallisiert.
Chemisch ähnlich sind z. B. Podlesnoit, BaCa2(CO3)2F2, Benstonit, Ba6Ca6Mg(CO3)13, und Carbocernait, (Ca,Na)(Sr,Ce,Ba)(CO3)2. Aus chemischer Sicht kann Paralstonit als das Calcium-dominante Analogon zum Mg-dominierten Norsethit, BaMg(CO3)2, aufgefasst werden.
Paralstonit bildet mit Olekminskit, Sr2(CO3) oder Sr(Sr,Ca,Ba)(CO3), eine Mischkristallreihe, die aber wahrscheinlich unvollständig ist und deshalb Mischungslücken aufweist.

## Kristallstruktur
Paralstonit kristallisiert im trigonalen Kristallsystem in der Raumgruppe P321 (Raumgruppen-Nr. 150) mit den Gitterparametern a = 8,692 Å und c = 6,148 Å sowie drei Formeleinheiten pro Elementarzelle.
Die Kristallstruktur des Paralstonits wurde 1980 durch Herta Sylvia Effenberger bestimmt – nach ihren Daten wurde die nebenstehende räumliche Darstellung der Paralstonit-Struktur gezeichnet.
| Kristallstruktur von Paralstonit. Der blaue Umriss zeigt die Einheitszelle. |
| - räumliche Darstellung in der kristallographischen Standardausrichtung - mit Blickrichtung parallel zur a-Achse - mit Blickrichtung parallel zur b-Achse - mit Blickrichtung parallel zur c-Achse |
| Farblegende: 0 _ Ba 0 _ Ca 0 _ C 0 _ O |

In der Kristallstruktur des Paralstonits ist Ba2+ in einer 10-koordinierten Geometrie mit zehn O2−-Atomen verbunden (Ba[10]), während Ca durch acht Sauerstoff-Atome koordiniert wird (Ca[8]). Ferner existieren drei kristallographisch unterschiedliche, planare (CO3)2−-Gruppen. Alle Einheiten sind in einer „ABAB…“-Stapelfolge parallel zu (0001) angeordnet.

## Eigenschaften

### Morphologie
An der Typlokalität fand sich Paralstonit in Form von idiomorphen Kristallen mit pyramidalem Habitus bis zu 1 mm Größe, die als tragende Form die trigonale Dipyramide II. Stellung {2241} zeigen. Gewöhnlich sind nur die Flächen einer Hälfte des Kristalls zu erkennen, selten wurden auch dipyramidal ausgebildete Kristalle beobachtet. Das Längen-/Breiten-Verhältnis der Kristalle beträgt circa 1:2. Die Kristallflächen sind stark rechtwinklig zur Achse der Längserstreckung (bzw. der c-Achse [001]) gestreift und sind parallel zu [001] durch eine mediale, unregelmäßige, leicht einspringende Sutur (nahtförmige Verwachsungslinie) unterteilt. Einkristallaufnahmen zeigen, dass das Mineral generell verzwillingt ist.
Im „Dolyhir Quarry“, Wethel, Old Radnor, Powys, Wales, überwächst Paralstonit in winzigen, „stacheligen“ Kristallen von 0,1 mm Größe Harmotom und Ewaldit und auch Risse in Calcit. Ferner existieren hier auch pulverige und faserige Mineral-Aggregate. Solche unauffälligen, pulverigen, kreideweißen und mikrokristallinen Krusten bestehen röntgendiffraktometrischen Analysen zufolge aus Alstonit und Paralstonit. Aufgrund der pulverigen Natur dieser Aggregate ist eine visuelle Unterscheidung zwischen den beiden Phasen unmöglich. Die bei der rasterelektronenmikroskopischen Betrachtung sichtbaren, reiskornähnlich ausgebildeten, maximal 0,1 mm langen Kristalle des Paralstonits sind generell steiler terminiert als die des Alstonits.
Bis zu 2 mm lange, hexagonale Kristalle auf braunem Calcit aus dem Cave-in-Rock-Distrikt erwiesen sich als Verdrängungspseudomorphosen von strontiumhaltigem Baryt nach Paralstonit, wobei im Kern dieser Pseudomorphosen der originale Paralstonit oft noch erhalten ist – der Verdrängungsprozess begann folglich an der Oberfläche der Kristalle.

### Physikalische und chemische Eigenschaften
Die Kristalle des Paralstonits sind farblos, rauchig weiß oder blassgrau, in Aggregaten auch grau-weiß. Ihre Strichfarbe ist hingegen immer weiß. Die Oberflächen der durchscheinenden bis durchsichtigen Kristalle zeigen einen charakteristischen glasartigen Glanz. Paralstonit besitzt entsprechend diesem Glasglanz eine mittelhohe Lichtbrechung (nε = 1,527; nω = 1,672) und eine sehr hohe Doppelbrechung (δ = 0,145). Im durchfallenden Licht ist der einachsig negative Paralstonit farblos und zeigt keinen Pleochroismus.
Hinsichtlich einer Spaltbarkeit des Paralstonits existieren keine Angaben. Aufgrund seiner Sprödigkeit bricht das Mineral ähnlich wie Amblygonit, wobei die Bruchflächen uneben ausgebildet sind. Paralstonit weist eine Mohshärte von 4 bis 4,5 auf und gehört damit zu den mittelharten Mineralen, die sich wie das Referenzmineral Fluorit (Härte 4) mehr oder weniger leicht mit einem Taschenmesser ritzen lassen. Die gemessene Dichte für Paralstonit beträgt 3,60 g/cm³, die berechnete Dichte 3,62 g/cm³.
Paralstonit zeigt im langwelligen UV-Licht eine variable, blass- bis hellorangefarbene Fluoreszenz und keine Kathodolumineszenz. Das Mineral löst sich unter kräftigem Aufschäumen bereits in verdünnter Salzsäure, HCl.

## Bildung und Fundorte
Paralstonit bildet sich in niedrigtemperierten, Blei- und Zink-Erze führenden, buntmetallführenden Erzgängen. Begleitminerale des Paralstonits an seiner Typlokalität sind gelbe Calcit-Skalenoeder, massiver, kugeliger Baryt, grauer Alstonit, violetter Fluorit und brauner Sphalerit. Paralstonit überzieht den kugelförmigen Baryt in Form von dünnen Schichten aus farblosen, hexagonalen Dipyramiden. Im Alkaligesteins-Massiv „Kedrovyi“, Russland, wird Paralstonit von Olekminskit, Calcit, Baryt, Ankerit, Ankylit-(Ce), Narsarsukit, Sphalerit und Galenit begleitet. Im „Dolyhir Quarry“, Wales, bildet sich der Paralstonit in dünnen Rissen und Klüften in Sedimenten und Doleriten der präkambrischen „Yat-Wood-Formation“. Hier gehören zu den Begleitern des Paralstonits u. a. Alstonit, Harmotom, Calcit, Ewaldit und Quarz.
Als sehr selten vorkommende Mineralbildung ist Paralstonit bisher (Stand 2019) von lediglich sieben Fundpunkten bekannt. Die Typlokalität des Paralstonits ist der „Cave-in-Rock Mining Sub-District“, Hardin Co., Illinois, USA. Der genaue Fundpunkt ist zwar unbekannt, sehr wahrscheinlich handelt es sich aber um das „Bethel Level“ der zur „Ozark-Mahoning Group“ gehörenden „Minerva No. 1 Mine“ (bekannt auch als „Ozark-Mahoning No. 1 Mine“). Ein zweiter Fundort in den USA ist die ebenfalls im Hardin County, Illinois, liegende „Annabel Lee Mine“ im „Harris Creek Mining Sub-District“.
Weitere Fundpunkte für Paralstonit sind:
- der „Dolyhir Quarry“, Wethel, Old Radnor, Powys, Wales[23][15]
- das „Seblyavr“-Massiv südwestlich von Murmansk, Rajon Kola, Oblast Murmansk, Halbinsel Kola, Russland[24]
- das Alkaligesteins-Massiv „Kedrovyi“ im Murunskii-Massiv[25] (russisch Мурунский массив) am Zusammenfluss von Tschara und Tokko im Aldanhochland, Republik Sacha (Jakutien), Föderationskreis Ferner Osten, Russland[26][27]
- der Kimberlitschlot Udatschnaja (russisch Трубка Удачная) (auch Udachnaya-Vostochnaya Pipe; Udachnaya Pipe) bei Udatschny auf dem Wiljuiplateau am Fluss Daldyn, Rajon Mirny (Sacha), Republik Sacha (Jakutien), Russland[28]
- die riesige polygenetische REE-Eisen-Niob-Lagerstätte Bayan-Obo im Bergbaubezirk von Bayan-Obo nördlich des Stadtbezirks Bayan-Obo der bezirksfreien Stadt Baotou, Autonomes Gebiet Innere Mongolei in der Volksrepublik China[29]

Fundorte aus Deutschland, Österreich und der Schweiz sind für Paralstonit damit unbekannt.

## Verwendung
Paralstonit ist wirtschaftlich bedeutungslos und lediglich ein bei Mineralsammlern begehrtes Mineral.